# Liste des œuvres de Manessier dans les musées de France
Voir article Alfred Manessier

## Abbeville
Musée Boucher de Perthes
- Saint Jérôme, 1943. Huile sur toile (100 × 65 cm)
-  Ensemble des 31 maquettes au 10e et de toutes les esquisses pour les vitraux de l'église du Saint-Sépulcre à Abbeville, 1982-1993
- Ensemble complet de l'œuvre gravé et des livres illustrés, 1943-1988

## Alençon
Musée des beaux-arts et de la Dentelle
- Le Bignon le soir, 1946. Huile sur toile (46 × 55 cm)

## Amiens
Musée de Picardie
- Pietà, 1948. Huile sur toile (97 × 130 cm)
- Album de sept lithographies sur le thème de Pâques, 1949. Exemplaire de luxe 4/68, Accompagné de l'aquarelle Les Ténèbres, 1949
- Sables, 1981. Lavis sur papier (67 × 51 cm)

## Besançon
Musée des Beaux-Arts et de l'Archéologie
- Album de sept lithographies sur le thème de Pâques, 1949. Exemplaire 67/68

Céret
Musée d'art moderne
- Composition (Hommage à G.E Clancier), 1974. Aquarelle et encres de couleurs sur papier Vergé (40 × 34,5 cm)
- Alléluia, 1981. Lithographie sur papier Arches (60 × 43 cm)
- Architecture, 1983. Lithographie sur papier Arches
- Maquettes au l0e des cinq vitraux de la Salle Saint-Roch de Céret, 1985. Huile sur papier (7,5 × 11 cm; 7,6 × 11,2 cm; 9,8 × 21,2 cm; 10 × 19,6 cm; 22 × 10,4 cm)
- Cartons préparatoires des cinq vitraux de la Salle Saint-Roch de Céret, 1985. Mine de plomb et crayons de couleurs sur papier (151 × 116 cm; 151 × 116 cm; 243 × 150 cm; 243 × 150 cm; 243 × 150 cm)

## Chartres
Musée des Beaux-Arts
- Présentation de la Beauce à Notre-Dame de Chartres, poème de Charles Péguy, entièrement manuscrit et illustré par Alfred Manessier en lithographie. Tirage sur les presses de Mourlot. Paris: les Bibliophiles de l'Union française, 1964. Exemplaire no 145 sur 178 (41 × 65 cm)
- Les Cantiques spirituels de Saint Jean de la Croix. Suite de douze tapisseries d'après les lithographies d'Alfred Manessier de 1958, tissées par l'atelier Plasse Le Caisne, 1969-1971. Chaîne en lin, trame en laine. Chaque tapisserie: 300 × 235 cm

## Colmar
Musée Unterlinden
- L'Homme à la branche, 1942. Huile sur carton toilé (33,5 × 26 cm)
- Voile de Véronique, 1943. Huile sur bois (40 × 26 cm)
- Voile de Véronique, 1943. Gravure sur cuivre (partie gravée: 11 × 8 cm).
- Cheminée au Bignon, 1943. Huile sur toile (21 × 32 cm)
- Grande Trappe, 1943. Aquarelle sur papier (24 × 31,5 cm)
- Composition bleue, 1946. Huile sur toile (46 × 38 cm)
- Elan printanier II, 1953. Huile sur toile (21 × 26 cm)
- Lumière de Chartres, 1975. Aquarelle sur papier (75 × 55 cm)

## Dijon
Musée des beaux-arts
- Le Jardin des Oliviers, 1949. Huile sur toile (50 × 61 cm)
- La grande Forteresse, 1951. Aquarelle Sur papier (49 × 30 cm)
- Matin d'hiver, 1954. Huile sur toile (38 × 58 cm)
- Près d'Haarlem, 1955. Huile sur toile (38 × 100 cm)
- Baie de Somme, 1955. Aquarelle sur papier (34 × 55 cm)
- Nuit déchirée, 1956. Gouache sur papier (47 × 38 cm)
- La Nuit, 1956. Gouache sur papier (47 × 38 cm)
- En secret, 1956. Gouache sur papier (16,5 × 24,5 cm)
- Verdon automnal, 1959. Huile sur toile (95,5 × 128 cm)
- Paysage du Verdon, 1959. Lavis d'encre de Chine (65 × 100 cm)
- Offrande à la terre, 1961. Huile sur toile (300 × 120 cm)
- Alléluia des champs III, 1974. Huile sur toile (130 × 162 cm)

## Dunkerque
Musée d'Art contemporain
- Le Grand Nord, 1968. Huile sur toile (200 × 270 cm)
- Rochers au couchant, 1974. Huile sur toile (114 × 114 cm)
- Blés après l'averse, 1974. Huile sur toile (114 × 114 cm)
- Le Coup de vent, 1977. Huile Sur toile (60 × 60 cm)
- Port nocturne, 1977. Huile sur toile (60 × 60 cm)
- Quinze lithographies sur le thème de Pâques, 1978. E.A. 15/20
- Passion espagnole, 1975-1979. Huile sur toile (200 × 200 cm)
- L'Eau vive, 1979. Huile sur toile (200 × 200 cm)

## Grenoble
Musée de Grenoble
- Paysage espagnol, 1963. Huile sur toile (65 × 100 cm)

## Le Havre
Musée d'Art moderne André Malraux
- Apaisé, 1952. Huile sur toile (92 × 50 cm)

## Lille
Palais des beaux-arts
- Fenêtre sur le jardin, 1947. Huile sur toile (65 × 38 cm)  Mer du nord, 1954. Huile sur carton

## Lyon
Musée des beaux-arts
- La jeune Musicienne, 1943. Huile sur toile (33 × 24 cm)
- Angelus domini, 1947. Huile sur toile
- Aube sur la garrigue, 1958. Huile sur toile (130 × 97 cm)

## Metz
Musée de la Cour d'Or
- Hommage à Goya, 1964. Huile sur toile (65 × 100 cm)
- Second exemplaire de la tapisserie no 11 de la tenture Les Cantiques spirituels de saint Jean de la Croix, tissée par l'atelier Plasse Le Caisne, 1973.

## Meudon
Musée d'Art et d'Histoire
- Printanier, 1956. Huile sur toile (40 × 80 cm)
- Sans titre, 1971. Aquarelle sur papier (19,8 × 18,6 cm)

## Nantes
Musée des beaux-arts
- Salve Regina, 1945. Huile sur toile (195 × 114 cm)

## Paris
Musée d'Art Moderne de la Ville de Paris
- Album de sept lithographies sur le thème de Pâques, 1949. Exemplaire 9/68
- Sans titre, 1954. Aquarelle sur papier (38 × 56 cm)
- La Nuit au Mas, 1959. Huile sur toile (195 × 114 cm)

L'Adresse Musée de La Poste
- Alléluia, 1976. Huile sur toile (60 × 60 cm)
- Second exemplaire de la tapisserie no 4 de la tenture Les Cantiques Spirituels de saint Jean de la Croix, tissée par l'atelier Plasse Le Caisne, 1982 (2,90 × 2,26 cm)

Musée National d'Art moderne
- Les Dieux marins, 1935. Huile sur toile (89 × 146 cm)
- La Musicienne insatisfaite, 1937. Encre sépia sur papier (24,5 × 32 cm)
- Les Sorcières, 1937. Encre sépia sur papier (28,2 × 40,9 cm)
- Vive Jarry, 1938 Encre de Chine et crayon sur papier (32,5 × 25 cm)
- Apocalypse, 1938. Encre sépia et lavis sur papier (28,4 × 38,5 cm)
- À bas Hitler - étude pour Le dernier Cheval, 1938. Encre sépia et lavis sur papier, collé sur papier (21,5 × 27,3 cm)
- Étude pour La Danse bretonne, 1938. Encre de Chine et crayon sur papier (27 × 21,2 cm)
- Pour l'Edgar Poe, 1938. Encre de Chine sur papier (30,5 × 23,4 cm)
- Le Bombardement de Billancourt, 1943. Encre de Chine sur papier (22,7 × 37,5 cm)
- Saint Sébastien, 1943 Encre de Chine sur papier (32 × 24,6 cm)
- Coqs combattant, 1944. Huile sur toile (81 × 100 cm)
- Les Pèlerins d'Emmaüs, 1944. Huile sur toile (195,3 × 130,5 cm)
- Angelus Domini nuntiavit Mariae, 1947. Huile sur toile (116 × 73 cm) [En dépôt au Musée des Beaux-Arts de Lyon depuis 1999]
- Le Port bleu, 1948. Huile sur toile (114 × 162 cm) [En dépôt au Musée des Beaux-Arts de Quimper depuis 1993]
- Baie de Somme, 1948. Aquarelle (16,4 × 31,5 cm)
- Espace matinal, 1949. Huile sur toile (130 × 162 cm) [En dépôt au Musée d'Art moderne de Saint-Étienne depuis 1974]
- Baie de Somme, 1949. Aquarelle (16,4 × 24,8 cm)
- La Couronne d'épines, 1950. Huile sur toile (163 × 98 cm)
- Sans titre, vers 1950. Fusain (31 × 26 cm)
- Sans titre, vers 1950. Fusain (31 × 24 cm)
- Sans titre, vers 1950. Fusain (31,5 × 24 cm)
- Sans titre, vers 1950. Fusain (31,5 × 24 cm)
- Sans titre, vers 1950. Fusain (31,5 × 24 cm)
- Sans titre, vers 1950. Fusain (31,5 × 24 cm)
- Sans titre, vers 1950. Fusain (31 × 24 cm)
- Sans titre, vers 1950. Fusain (31 × 24 cm)
- Ensoleillé dans la dune, 1951. Huile sur toile (92 × 73 cm) [En dépôt à l'Ambassade de France en Allemagne depuis 1971]
- Recueillement nocturne II, 1952. Huile sur toile (200 × 150 cm) [En dépôt au Musée de Picardie d'Amiens depuis 1999]
- Baie de Somme, 1953. Lavis d'encre de Chine (21 × 27 cm)
- Baie de Somme, 1953. Lavis d'encre de Chine (21 × 27 cm)
- Baie de Somme, 1953. Lavis d'encre de Chine (21 × 27 cm)
- Sans titre (Baie de Somme), 1953. Pastel (17 × 28 cm)
- Sans titre (Baie de Somme), 1953. Pastel (17,4 × 26 cm)
- Morte-eau, 1954. Huile sur toile (114 × 114 cm)
- La Sixième Heure, 1957-1958. Huile sur toile (250 × 322 cm)
- Collines près d'Aups, 1959. Lavis d'encre de Chine sur papier (64 × 98,5 cm)
- Environs d'Aups, 1959. Lavis d'encre de Chine sur papier (64 × 98,5 cm)
- Montagnes au soleil, 1959. Lavis d'encre de Chine sur papier (98,5 × 64 cm)
- Montagnes près d'Aups, 1959. Lavis d'encre de Chine sur papier (64 × 98,5 cm)
- Montagnes et ravins près d'Aups, 1959. Lavis d'encre de Chine sur papier (98,5 × 64 cm)
- Montagnes rocheuses près d'Aups, 1959. Lavis d'encre de Chine sur papier (64 × 98,5 cm)
- Mouvement de terrain près d'Aups, 1959. Lavis d'encre de Chine sur papier (98,5 × 64 cm)
- Panorama près d'Aups, 1959. Lavis d'encre de Chine sur papier (64 × 98,5 cm)
- Remous près d'Aups, 1959. Lavis d'encre de Chine sur papier (64 × 98,5 cm)
- Rochers près d'Aups, 1959. Lavis d'encre de Chine sur papier (98,5 × 64 cm)
- Torrent près d'Aups, 1959. Lavis d'encre de Chine sur papier (64 × 98,5 cm)
- Tronc et herbes, 1959. Lavis d'encre de Chine sur papier (64 × 98,5 cm)
- Résurrection, 1961. Huile sur toile (230 × 200 cm)
- Les Ténèbres, 1962. Huile sur toile (230 × 200 cm) [En dépôt au musée du Château de Montbéliard depuis 2000]
- L'Empreinte, 1962. Huile sur toile, triptyque et prédelle (280 × 400 cm)
- Offrande de la Terre II - Hommage à Teilhard de Chardin, 1961-1962. Huile sur toile (400 × 200 cm)
- Hommage à Miguel de Unamuno - Le Torrent vert, 1965. Huile sur toile (195 × 130,5 cm) [En dépôt au Musée des Beaux-Arts de Lille depuis 1998]
- Terre assoiffée I, 1966. Huile sur toile (250 × 150 cm)
- Étude pour Fishes' Sanctuary, 1967. Pastel (19,8 cm × 31,6 cm)
- Hommage à Martin Luther King, 1968. Huile sur toile (230 × 200 cm)
- Fishes' Sanctuay, 1969. Huile sur toile (200 × 400 cm) [En dépôt au musée des Beaux-Arts d'Orléans depuis 1998]
- Pour la mère d'un condamné à mort, 1975. Huile sur toile (200 × 200 cm)
- Favellas I - Hommage à Dom Hélder Câmara, 1979. Huile sur toile (220 × 203 cm)
- Favellas III, 1980. Huile sur toile (230 × 200 cm)
- Sables I, 1983. Lavis d'encre de Chine sur papier (159 × 110 cm)

## Paray-le-Monial
Musée eucharistique du Hiéron
- Le soir du Vendredi Saint, Huile sur toile, 1973-1983, H.114 ; L.195 cm
- La Passion selon saint Jean, Huile sur toile, 1988, H.230 ; L.200 cm

## Roubaix
La Piscine, musée d'art et d'industrie André Diligent

- La terreur des chats, 1950, huile sur toile, 37,5 x 61 cm.
- Pêche au matin, 1955, huile sur toile, 50 x 73 cm.

## Rouen
Musée des beaux-arts
- Dans l'espace crépusculaire, 1960. Huile sur toile (100 × 81 cm)
- Passion Espagnole, 1971. Huile sur toile (73,5 × 91 cm)

## Saint-Dié-des-Vosges
Musée Pierre Noël
- Passion, 1982. Huile sur toile (100 × 100 cm)

## Vitry-sur-Seine
MAC/VAL
- Le Procès de Burgos, 1970-1971. Huile sur toile (200 × 400 cm)